# Bonfim (Sobral)
Bonfim é um distrito do município brasileiro de Sobral, no interior do estado do Ceará. Segundo o censo demográfico de 2022, realizado pelo Instituto Brasileiro de Geografia e Estatística (IBGE), sua população era de 1 563 habitantes e havia 532 domicílios particulares permanentes ocupados. Foi criado pela lei estadual nº 6.482 de 28 de agosto de 1963.
De acordo com o IBGE, em 2010 a população era de 1 110 habitantes e havia 449 domicílios particulares.